# Breece D’J Pancake
Breece D’J Pancake, właśc. Breece Dexter Pancake (ur. 29 czerwca 1952 w Milton, zm. 8 kwietnia 1979 w Charlottesville) – amerykański pisarz, autor opowiadań.  
Za życia opublikował w gazetach wyłącznie sześć opowiadań, które w 1983 wydano w zbiorze The Stories of Breece D’J Pancake (w Polsce wydane w 2024 jako Trylobity przez Wydawnictwo Czarne). Mimo niewielkiego dorobku, jego twórczość miała stanowić jedną z inspiracji dla m.in. takich pisarzy jak Chuck Palahniuk, Andre Dubus III czy Cynthia Kadohata.

## Życiorys
Był najmłodszym dzieckiem Clarence’a „Wicker” Pancake i Helen Frazier Pancake. Jego rodzinne miasto Milton, siedziba firmy Blenko Glass Company, miało stanowić inspirację do opisywanych scenerii w jego opowiadaniach.
Przez krótki czas uczęszczał do West Virginia Wesleyan College w Buckhannon, po czym przeniósł się na Marshall University w Huntington, gdzie w 1974 uzyskał tytuł licencjata z nauczania języka angielskiego.
W 1976 rozpoczął program twórczego pisania na Uniwersytecie Wirginii. W połowie lat 70. XX w. pisał historie o tematyce społecznej dla lokalnej gazety w Milton. W tamtym czasie rozpoczął również poważną pracę nad opowiadaniami. Jego wczesne opowiadania publikowano w czasopismach literackich Uniwersytetu Wirginii w 1976. Jego pierwszym znaczącym przełomem była publikacja Trybloidów w grudniu 1977 w „The Atlantic Monthly”.

Jest to po prostu najlepszy i najbardziej szczery pisarz, jakiego kiedykolwiek czytałem.

## Śmierć
Zmarł w wyniku rany postrzałowej, którą sam sobie zadał bronią palną na obrzeżach Charlottesville. Został pochowany w rodzinnym mieście Milton.